# Tratta di esseri umani
La tratta di esseri umani o tratta di persone è un'attività criminale finalizzata alla cattura, il sequestro o il reclutamento, nonché il trasporto, il trasferimento, l'alloggio o l'accoglienza di una o più persone, usando mezzi illeciti e ai fini dello sfruttamento delle stesse. Nel Protocollo delle Nazioni Unite contro la tratta delle persone viene definita come:
 A differenza del traffico di migranti, la tratta di persone avviene senza il consenso degli individui oggetto della stessa ed è finalizzata non al trasporto in un altro Stato, bensì al loro sfruttamento.
Nonostante la notevole quantità di provvedimenti legislativi, resta l'inadeguatezza delle organizzazioni internazionali a delineare almeno per grandi numeri le proporzioni del fenomeno. Ad oggi non si dispone di dati precisi ed univoci sul mercato nero degli esseri umani destinati allo sfruttamento sessuale e non, poiché le stime eseguite dalle Organizzazioni non governative e dalle Nazioni Unite non offrono valori concordanti. Molti attribuiscono la causa del problema all'impossibilità di riprodurre statistiche significative.

## Storia
La schiavitù può essere fatta risalire al momento in cui gli esseri umani hanno stabilito qualche forma primitiva di società. I popoli sottoponevano a schiavitù gli sconfitti in seguito a guerre o campagne di conquista, impiegandoli nel lavoro nei campi o nei servizi domestici; ma anche forme di sfruttamento economico finivano per assoggettare persone indigenti o di etnie diverse al dominio pieno ed esclusivo di un padrone.
Nel mondo greco e romano, in particolare, tale pratica era così diffusa da procurare ingenti profitti economici: l'Impero romano investiva molto nelle opere pubbliche e pertanto aveva bisogno di una gran quantità di forza lavoro a basso costo, ad esempio nel porto di Ostia le navi quotidianamente scaricavano rifornimenti alimentari, fiere per i giochi circensi e persone per la vendita. Plinio il Vecchio e Cicerone riferiscono di alcuni tentativi rivolti, invano, a diverse persone al fine di liberare i propri schiavi. I tentativi di fuga e/o la commissione di reati da parte di tali persone erano puniti severamente, talvolta senza alcuna difesa o tutela legale.
In seguito alla caduta dell'Impero romano d'Occidente, durante le invasioni barbariche, coloro che erano stati schiavi si dispersero nelle campagne e nelle vallate, sotto la giurisdizione di un signore o feudatario, che attribuì alla popolazione la denominazione di “servi della gleba”. Fuori dall'Europa, presso i musulmani, in Nord America e India la schiavitù continuò a essere sfruttata. Infatti, nel sistema di caste indù vi erano milioni di persone costrette a subire le pratiche imposte dalla propria cultura religiosa.
Quando nel XVI secolo avvenne la scoperta dell'America molte nazioni quali Paesi Bassi, Spagna, Portogallo, Francia e Inghilterra stabilirono proprie colonie in tutto il mondo. Inizialmente, solo i nativi del Paese conquistato potevano partecipare ai lavori forzati ma, nel momento in cui crebbe la domanda di beni, specialmente cotone e canna da zucchero per la produzione di alcolici, si rese necessaria anche una quantità maggiore di forza lavoro, così che quelle nazioni iniziarono ad importare schiavi da altri paesi, spesso, sfruttando le popolazioni dell'Africa Occidentale e costringendoli ad effettuare lunghi viaggi, in condizioni disumane, al fine di emigrare nei territori coloniali americani.
Una prima base fu stabilita sulla costa nei primi mesi del 1448, dalla quale un iniziale nucleo di indigeni fu trasferito in Portogallo. Nel 1562 si aggregò l'Inghilterra con rotte verso i Caraibi. Infine gli Stati Uniti, nel XVIII secolo, si appropriarono di un lungo tratto di costa africana, l'attuale Liberia, per difendere i propri interessi. Il lavoro dei campi, comunque, iniziò subito a mietere vittime: molti morirono di stenti, altri si suicidarono. A volte il lavoro era remunerato dalla medesima merce prodotta come nel caso degli alcolici, concorrendo da una parte a peggiorare lo sfruttamento della manodopera e d'altra parte a diffondere diverse leggende sull'automedicazione di tale sostanza. Nonostante tali indicazioni alimentari, l'aspettativa di vita era comunque minima.
Si stima che circa 8-10 milioni di persone furono costrette ad attraversare l'Atlantico dirette in America. L'economia di molte città quali Nantes, Bristol e più tardi Liverpool, sopravvissero grazie alla schiavitù e gli affari furono trattati come parte del più ampio interesse nazionale. Le conseguenze individuali, alla fine, ebbero vasta evo; l'impatto del commercio che ebbe sulla società africana è difficile da quantificare. I mercanti di schiavi raramente si addentravano nell'entroterra per catturare le proprie vittime, così che delle associazioni criminali quali i Dahomey e gli Ashanti si impegnarono, dietro un corrispettivo in denaro, a piantonare la “merce” così come nutrire gli schiavi fino all'imbarco. Quando, in un secondo momento, gli esploratori europei decisero di ampliare i propri obiettivi di cattura, si scoprì che questi popoli spesso agivano come intermediari nella tratta più all'interno. Il bisogno di schiavi creò uno stato permanente di guerra che si diffuse ovunque, anche lontano dagli stessi contatti dei colonialisti. Sebbene intervenissero vari mutamenti nel modello schiavista, il trattamento che gli schiavi dovettero subire rimase invariato. Punizioni di efferata crudeltà, lunghi turni di lavoro e magre soddisfazioni erano all'ordine del giorno, almeno fino a quando Spagna e Portogallo dimostrarono di voler cambiare le proprie leggi e concedere taluni diritti, come ad esempio il matrimonio e la possibilità di denunciare un padrone crudele.
Sebbene già nel diritto romano esistessero delle modalità di affrancamento dalla schiavitù, e per quanto il cristianesimo abbia rappresentato una tappa fondamentale per tale movimento di liberazione, l'idea della libertà intesa come diritto naturale venne affermata solo nel XVIII secolo grazie ai contributi teorici di John Locke, Wesley e Jean-Jacques Voltaire. A fronte della modalità con cui, per secoli, le potenze coloniali catturavano i nativi africani per avviarli allo sfruttamento, con l'Illuminismo avvennero una serie di innovazioni nel modo di affrontare le questioni sociali. In Francia, Danimarca e Inghilterra cominciavano ad emergere i primi movimenti anti-schiavisti che rivendicavano la riforma dei codici penali, l'abolizione degli 'hanging codes' ed un diverso trattamento per le persone che soffrivano di disturbi mentali.
Nel XIX secolo molte nazioni, che riuscirono a conquistare l'indipendenza in America, abolirono la schiavitù. Il Brasile nel 1888, la Bolivia nel 1825, il Regno Unito nel 1833, la Francia nel 1848 e, infine, gli Stati Uniti nel 1865.
Il Congresso degli Stati Uniti, tuttavia, con il White Slave Traffic Act nel 1910 proibì il matrimonio interetnico e predispose misure atte ad espellere le donne che si macchiavano di atti immorali. A causa di tale politica, si stima che il 70% di donne arrestate nel tentativo di varcare il confine furono indotte alla prostituzione. Una volta che l'idea della schiavitù a sfondo sessuale passò dalle donne bianche a quelle di colore, il governo degli Stati Uniti iniziò ad erogare dei permessi di ingresso per evitare ad altri di entrare nel paese con motivi diversi. In particolare il "Temporary Quota Act" del 1921 e l'"Immigration Act" del 1924 servirono a prevenire l'ingresso di immigrati provenienti dall'Europa. A partire dagli anni venti, la tratta di esseri umani non fu vista come un problema sociale almeno fino agli anni novanta. Ciò a causa del fatto che vi erano rilevanti problemi di integrazione etnica già all'interno dei confini degli Stati Uniti come dimostrò la “sentenza Brown” nel 1954 ed il primo matrimonio interetnico celebratosi nel 1967 tra l'afroamericano James Van Hook e la bianca Liana Peters.
Nel 1948 in seguito alla Dichiarazione universale dei diritti umani, la schiavitù così come la tratta di esseri umani, furono banditi in tutto il mondo. L'idea di un definitivo affrancamento da qualsiasi forma di schiavitù, tuttavia, abbisogna ancora di molti sforzi prima di essere raggiunta. Il medesimo documento afferma:
Leggi emanate nei primi anni del 2000 in Francia, così come negli Stati Uniti, confermano l'orientamento del legislatore nel contrastare le diverse forme di schiavitù contemporanee. La legge statunitense, in particolare, prevedeva che l'amministrazione americana:
- integrasse i Country Reports sui diritti umani (che la segreteria di Stato redige ogni anno) con dati paese per paese sull'esistenza di gravi forme sulla tratta di persone;
- costituisse un'Inter-Agency Task Force to Monitor and Combat Trafficking che, a decorrere dal 2002, pubblicasse annualmente una lista di Stati che non rispettano degli standard minimi nella lotta alla tratta di esseri umani, con prevedibili conseguenze politico-diplomatiche.

Successivamente furono approvate - previe interessanti relazioni parlamentari sul fenomeno, come il Rapporto all'Assemblea Nazionale francese della missione di informazione comune sulle diverse forme di schiavitù moderna - nuove disposizioni che si arricchivano di alcuni dei contributi scientifici più recenti. Non a caso tali studi provenivano da ambiti geografici (Stati Uniti d'America, Australia) dove con crescente attenzione si fronteggia la problematica della tratta delle persone elaborati dopo la scoperta delle ingenti dimensioni raggiunte dal fenomeno delle nuove forme di schiavismo.	
Da ciò prese le mosse l'iter legislativo con cui l'Italia, novellando l'art. 600 c.p. e seguenti del codice penale, ha soddisfatto l'esigenza di apprestare una risposta sanzionatoria assai incisiva contro queste tipologie di sfruttamento. Una particolare attenzione è stata riservata all'evoluzione dello strumento cautelare reale, alla luce delle proposte emerse in sede di Consiglio dell'Unione europea che intenderebbero creare una procedura speciale di "blocco dei beni" (funzionalizzato alla confisca, recentemente evolutasi proprio in sede europea in direzione dell'inclusione del valore equivalente al profitto o prezzo del reato) per alcuni reati tra cui la tratta delle persone.

## Tratta di esseri umani e traffico di migranti
Divergenze d'impostazione giuridica che continuano a sussistere tra gli Stati della comunità internazionale hanno indotto la Convenzione delle Nazioni Unite contro la criminalità organizzata transnazionale a distinguere, nei suoi due protocolli aggiuntivi, rispettivamente, la "tratta di esseri umani" (human trafficking) e il "traffico di migranti" (migrant smuggling), nonostante la frequente connessione tra i due fenomeni.
Mentre, infatti, il traffico di migranti si può configurare come un reato contro lo Stato e spesso implica un interesse reciproco del trafficante e della vittima, la tratta degli esseri umani configura un reato contro la persona e presuppone come obiettivo lo sfruttamento della risorsa umana. Infine si può suddividere quest'ultimo in "sfruttamento di manodopera" e "sfruttamento sessuale" fino ad includere la fattispecie più grave: lo "sfruttamento dei minori", sia per fini ergonomici che biologici.
Il traffico di migranti è anche noto come “favoreggiamento dell'immigrazione clandestina”. Essa consiste nella richiesta volontaria da parte di migranti, magari dietro il pagamento di un corrispettivo a certi individui di dubbia liceità, per il trasporto di cose o persone da un paese ad un altro dove l'ingresso sarebbe ostacolato dalle leggi di quel paese. Molto spesso, in prossimità dei confini internazionali, intere imbarcazioni di trafficanti sono bloccate dall'autorità giudiziaria con il conseguente piantonamento dei migranti in apposite strutture di accoglienza e, in qualche caso, con l'arresto dei criminali. Talvolta l'insieme di passeggeri trattenuti in una nave supera di parecchio le centinaia e, a causa delle cattive condizioni di navigazione, non sono stati pochi i casi in cui è stato necessario il ricovero in ospedale per molte donne e bambini o, peggio ancora, i casi di naufragio.

### Problemi terminologici
Secondo alcuni accademici, il concetto di tratta di esseri umani è oscuro e fuorviante. In particolare, è stato detto che mentre la tratta di esseri umani è vista come un crimine monolitico, in realtà può trattarsi di un atto di immigrazione clandestina che coinvolge diverse condotte talvolta illegali talvolta legali.
Laura Agustin afferma che non tutto ciò che può sembrare coercitivo è considerato tale dal migrante: 
(Agustin Laura)
Altri affermano che mentre tali debiti possono indurre in condizioni estreme, solitamente intervengono su base volontaria.
I critici dell'attuale approccio alla tratta dicono che molta della violenza e dello sfruttamento subiti dai migranti illegali derivano proprio dal fatto che la loro immigrazione e il loro lavoro sono illegali e non primariamente da presunte malvagie reti di trafficanti. Altri credono che tutto il discorso sulla tratta può essere dannoso agli interessi dei migranti in quanto nega loro capacità d'azione e depoliticizza il dibattito sull'immigrazione.

## Tipi di sfruttamento
La tratta degli esseri umani, pur essendo di solito collegabile alla criminalità organizzata transnazionale, non richiede necessariamente che la vittima stessa varchi un confine: è la finalità di sfruttamento, piuttosto che il semplice "movimento" da un paese all'altro, a qualificare il crimine, tant'è vero che esso comprende anche la "re-immissione nella tratta" all'interno del paese di destinazione, che in molti casi fa parte di una stessa catena od operazione.
Le vittime di tratta di esseri umani non sono libere di muoversi prima di giungere a destinazione ma rimangono rinchiuse nel mezzo di trasporto contro la propria volontà e costrette a lavorare o comunque a provvedere ai bisogni dei trafficanti sia di natura economica che sessuale. Talvolta la retribuzione consiste nella medesima possibilità per la vittima di essere liberata dallo sfruttamento.

### Usura
È probabilmente la più recente forma di tratta conosciuta allo stato attuale, e allo stesso tempo è il metodo più frequente di sfruttamento. Le vittime cominciano a diventare tali quando il proprio lavoro è richiesto come una forma di retribuzione per un prestito o un servizio nel quale i termini e le condizioni non sono state definiti o nel quale il valore iniziale dei servizi prestati alla vittima sono stati valutati a prescindere dalla liquidazione effettiva del debito e, comunque, quando il valore finale del proprio lavoro risulta più grande della somma originaria prestata.

### Lavori forzati
Si riferisce ad un insieme di situazioni nelle quali le vittime sono costrette a compiere qualche prestazione lavorativa contro la propria volontà, sotto la minaccia della violenza o di qualche altra forma di punizione, la loro libertà è limitata così come la propria discrezionalità. Gli uomini sono più a rischio nei casi di lavori sub-qualificati, che globalmente generano circa 31 miliardi di dollari. Forme di lavori forzati possono includere servitù domestica, sfruttamento della manodopera agricola, sfruttamento della manodopera industriale e accattonaggio..

### Tratta a sfondo sessuale
È uno dei più frequenti oltre che ad essere più facilmente perseguito dai trafficanti. Individui, circostanze e situazioni vulnerabili che includono persone senza fissa dimora, minori abbandonati, nomadi, rifugiati e tossicodipendenti. Nonostante possa sembrare che le vittime dei traffici siano più vulnerabili in regioni dove sono presenti determinate minoranze, in realtà le vittime sono sfruttate in maniera consistente a prescindere dal ceppo etnico e dall'origine sociale.
I trafficanti, cd. "protettori" o "maitresse", approfittando della vulnerabilità e della carenza di opportunità in una data regione, diffondono false promesse quali, ad esempio offerte di matrimonio, contratti di lavoro, livelli supremi d'istruzione e, comunque, tutto ciò che può far sembrare la vita migliore. Le destinazioni reali che si celano dietro tali promesse, in ogni caso, inducono alla prostituzione nell'industria del sesso, l'esibizione in locali notturni, la riproduzione di lungometraggi pornografici e altre forme di involontaria servitù.
La tratta a sfondo sessuale coinvolge agenti collocati a livello internazionale che fungono da intermediari tra clienti e prostitute da un paese all'altro. Le vittime sono costrette ad accompagnare i trafficanti, in base a qualche promessa di lauto guadagno ma, una volta giunti a destinazione, queste scoprono l'inganno nonché la reale natura della prestazione verso la quale sono obbligate ad adempiere, e dalla quale è quasi impossibile liberarsi. Secondo il Dipartimento di Stato americano nel 2009, ci sono stati 1229 incidenti causati dalla tratta dal gennaio 2007 al settembre 2008. Di questi, l'83% era a sfondo sessuale, sebbene solo il 9% di tutti i casi sia da addurre come esempio da tratta di esseri umani.

### Lavoro minorile
È una forma di sfruttamento che può comportare seri rischi sullo sviluppo dei minori in tutte le sue forme: biologico, psicologico, spirituale, morale e giuridico. L'Organizzazione internazionale del lavoro stima che nel mondo vi siano fino a 246 milioni di minori vittime di tali sfruttamenti con un'età variabile dai cinque ai diciassette anni coinvolti in diverse attività illecite quali strozzinaggio, coinvolgimento nell'esercito, prostituzione, pornografia, commercio di droga o di armi ed altre attività illecite.

### Tratta di minori
Si riferisce al reclutamento, al trasporto, al trasferimento, alla custodia di minori per fini di sfruttamento. Questo tipo di reato può assumere diverse forme a seconda della destinazione dell'attività illecita quali l'induzione all'elemosina, la rimozione di organi vitali, l'adozione internazionale, le proposte di matrimonio e, non per ultimo, l'adesione a sette esoteriche. Si stima che nel 2010 la Thailandia ed il Brasile siano i paesi con il più alto tasso criminale di tratta di minorenni.

### Adozione internazionale
La tratta di minori spesso coinvolge anche i genitori nella misura in cui sono titolari di certe ricchezze che possono essere alienate sia con la minaccia, magari come contropartita di un debito non riscosso, sia con l'inganno annunciando false promesse di carriera. Molti genitori o coloro che ne fanno le veci, tuttavia, non si fanno scrupoli nell'ottenere un immediato e lauto guadagno dalla vendita dei propri figli in vista, magari, di un'adozione all'estero.
Negli ultimi tempi, infatti, non sono stati rari i casi di tratta di donne incinte nonché di concezioni programmate al solo scopo di destinare i neonati al commercio internazionale spesso sfociati in scandali internazionali come nel caso della tratta di minori tra Stati Uniti ed India che ha permesso di calcolare in anticipo quei fattori che hanno poi permesso di prevedere il perpetrarsi di tali vicende.

## Criminalistica
Al 2003, secondo l'ONU solo il numero dei bambini trafficati ogni anno nel mondo si aggirerebbe intorno ad 1,2 milioni di individui; i dati Unicef denunciano che un milione di bambini entrano nel giro della prostituzione ogni anno; oltre l'80 per cento della tratta di esseri umani provenienti dall'Albania consiste in ragazze minorenni; circa 200 000 bambini vengono trafficati ogni anno nell'Africa Occidentale e centrale; circa un terzo della tratta globale di donne e bambini avviene all'interno dell'Asia sud orientale.
La tratta non è solo un lucro redditizio per molti soggetti senza scrupoli, ma è identificato come l'attività criminale più ricercata del mondo, seconda solo al commercio e spaccio di droga.
Si stima che nel 2004, il totale di introiti derivanti dalla tratta di esseri umani ammontava tra un minimo di cinque ed un massimo di nove miliardi di dollari con punte di 31,6 miliardi raggiunte nel 2005.
Nel 2008 le Nazioni Unite hanno registrato approssimativamente 2,5 milioni di persone provenienti da 127 diversi paesi che sono state coinvolte nella tratta.
Comunque, è stato dichiarato che molte di queste statistiche sono condizionate dalle organizzazioni di advocacy e dalle politiche anti-tratta dei governi locali. A causa della definizione risulta un processo e non un atto singolarmente definito e a causa del fatto che si tratta di un fenomeno dinamico in costante aumento con schemi relativi alla situazione economica, gran parte della valutazione statistica è fuorviante.

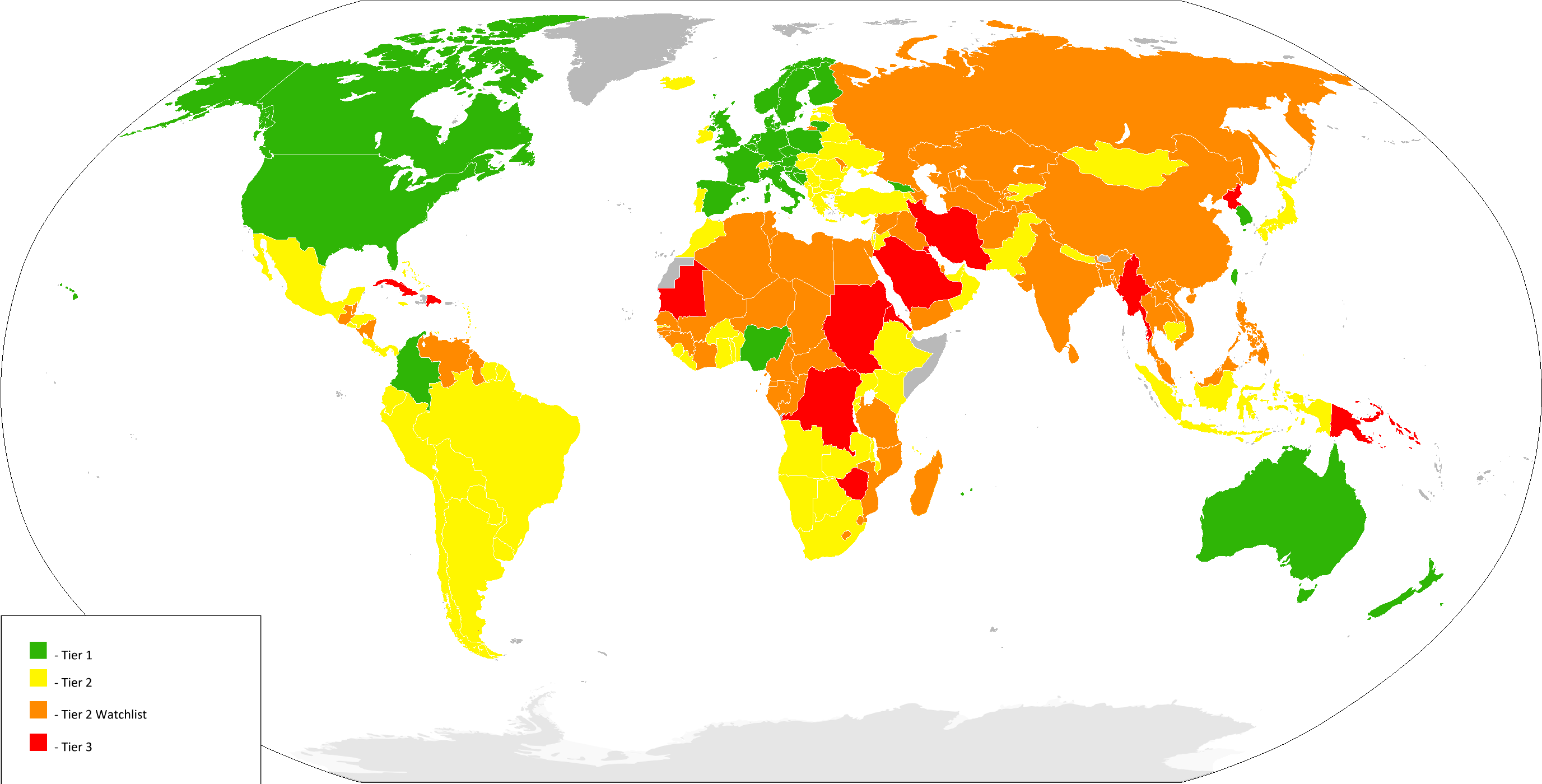
Risultati dei sistemi di difesa sociale adottati in diversi paesi per prevenire la tratta di esseri umani a partire dal 2010 Dipartimento di Stato americano Rapporto sulla tratta degli esseri umani

| Nazione                          | Area               | 2010 | 2011 |
| -------------------------------- | ------------------ | ---- | ---- |
|                                  |                    | a    | a    |
| Afghanistan                      | Asia Centrale      | 2w   | 2w   |
| Albania                          | Europa meridionale | 2    | 2    |
| Algeria                          | Nord Africa        | 2w   | 3    |
| Angola                           | Africa Centrale    | 2    | 2w   |
| Antigua e Barbuda                | Caraibi            | 2    | 2    |
| Arabia Saudita                   | Medio Oriente      | 3    | 3    |
| Argentina                        | Sudamerica         | 2    | 2    |
| Armenia                          | Eurasia            | 2    | 2    |
| Aruba                            | Caraibi            | -    | 2    |
| Australia                        | Oceania            | 1    | 1    |
| Austria                          | Europa Centrale    | 1    | 1    |
| Azerbaigian                      | Eurasia            | 2w   | 2w   |
| Bahamas                          | Oceano Atlantico   | 2    | 2w   |
| Bahrein                          | Medio Oriente      | 2    | 2    |
| Bangladesh                       | Estremo Oriente    | 2w   | 2w   |
| Barbados                         | Antille            | 2w   | 2w   |
| Belgio                           | Europa Occidentale | 1    | 1    |
| Belize                           | America Centrale   | 2w   | 2    |
| Benin                            | Africa Occidentale | 2    | 2    |
| Bielorussia                      | Europa orientale   | 2    | 2    |
| Birmania                         | Asia               | 3    | 3    |
| Bolivia                          | Sudamerica         | 2    | 2    |
| Bosnia ed Erzegovina             | Europa Occidentale | 1    | 1    |
| Botswana                         | Africa meridionale | 2    | 2    |
| Brasile                          | Sudamerica         | 2    | 2    |
| Brunei                           | Medio Oriente      | 2w   | 2w   |
| Bulgaria                         | Europa orientale   | 2    | 2    |
| Burkina Faso                     | Africa Occidentale | 2    | 2    |
| Burundi                          | Africa Orientale   | 2    | 2w   |
| Cambogia                         | Estremo Oriente    | 2    | 2    |
| Camerun                          | Africa Occidentale | 2w   | 2w   |
| Canada                           | Nord America       | 1    | 1    |
| Ciad                             | Africa Centrale    | 2w   | 2w   |
| Cile                             | Sudamerica         | 2    | 2    |
| Cina                             | Estremo Oriente    | 2w   | 2w   |
| Cipro                            | Europa meridionale | 2    | 2w   |
| Colombia                         | Sudamerica         | 1    | 1    |
| Comore                           | Oceano Indiano     | -    | 2w   |
| Congo                            | Africa Centrale    | 2w   | 2w   |
| Corea del Nord                   | Estremo Oriente    | 3    | 3    |
| Corea del Sud                    | Estremo Oriente    | 1    | 1    |
| Costa d'Avorio                   | Africa Occidentale | 2w   | -    |
| Costa Rica                       | America Centrale   | 2    | 2w   |
| Croazia                          | Europa Centrale    | 1    | 1    |
| Cuba                             | Caraibi            | 3    | 3    |
| Curaçao                          | Caraibi            | -    | 2w   |
| Danimarca                        | Nord Europa        | 1    | 1    |
| Ecuador                          | Sudamerica         | 2    | 2w   |
| Egitto                           | Nord Africa        | 2    | 2    |
| El Salvador                      | America Centrale   | 2    | 2    |
| Emirati Arabi Uniti              | Medio Oriente      | 2    | 2    |
| Eritrea                          | Africa Orientale   | 3    | 3    |
| Estonia                          | Nord Europa        | 2    | 2w   |
| Etiopia                          | Africa Orientale   | 2    | 2    |
| Figi                             | Melanesia          | 2w   | 2    |
| Filippine                        | Estremo Oriente    | 2w   | 2    |
| Finlandia                        | Nord Europa        | 1    | 1    |
| Formosa                          | Asia               | 1    | 1    |
| Francia                          | Europa Occidentale | 1    | 1    |
| Gabon                            | Africa Centrale    | 2w   | 2    |
| Gambia                           | Africa Occidentale | 2    | 2w   |
| Georgia                          | Eurasia            | 1    | 1    |
| Germania                         | Europa Occidentale | 1    | 1    |
| Ghana                            | Africa Occidentale | 2    | 2    |
| Giamaica                         | Caraibi            | 2    | 2    |
| Giappone                         | Estremo Oriente    | 1    | 1    |
| Gibuti                           | Africa Orientale   | 2    | 2    |
| Giordania                        | Medio Oriente      | 2    | 2    |
| Grecia                           | Europa Centrale    | 2    | 2    |
| Guatemala                        | America Centrale   | 2w   | 2    |
| Guinea                           | Africa Occidentale | 2w   | 2w   |
| Guinea-Bissau                    | Africa Occidentale | 2w   | 3    |
| Guinea Equatoriale               | Africa Centrale    | 2w   | 3    |
| Guyana                           | Sudamerica         | 2w   | 2    |
| Honduras                         | America Centrale   | 2    | 2    |
| Hong Kong                        | Estremo Oriente    | 2    | 2    |
| India                            | Asia               | 2w   | 2    |
| Indonesia                        | Estremo Oriente    | 2    | 2    |
| Iran                             | Asia Centrale      | 3    | 3    |
| Iraq                             | Asia Occidentale   | 2w   | 2w   |
| Irlanda                          | Europa             | 1    | 1    |
| Islanda                          | Nord Europa        | 2    | 2    |
| Isole Marshall                   | Oceano Pacifico    | -    | 2    |
| Isole Salomone                   | Oceania            | 2w   | 2w   |
| Israele                          | Medio Oriente      | 2    | 2    |
| Italia                           | Europa             | 1    | 1    |
| Kazakistan                       | Asia               | 2w   | 2    |
| Kenya                            | Africa Orientale   | 2    | 2    |
| Kirghizistan                     | Asia Centrale      | 2    | 2    |
| Kiribati                         | Oceano Pacifico    | 2w   | 2w   |
| Kosovo                           | Europa centrale    | 2    | 2    |
| Kuwait                           | Medio Oriente      | 3    | 3    |
| Laos                             | Estremo Oriente    | 2w   | 2    |
| Lesotho                          | Africa meridionale | 2w   | 2    |
| Lettonia                         | Europa Orientale   | 2    | 2    |
| Libano                           | Medio Oriente      | 2w   | 3    |
| Liberia                          | Africa Occidentale | 2    | 2w   |
| Libia                            | Nord Africa        | 2w   | 3    |
| Lituania                         | Europa Orientale   | 1    | 1    |
| Lussemburgo                      | Europa Centrale    | 1    | 1    |
| Macao                            | Estremo Oriente    | 2    | 2    |
| Macedonia del Nord               | Europa Centrale    | 2    | 1    |
| Madagascar                       | Oceano Indiano     | 2w   | 3    |
| Malawi                           | Africa meridionale | 2    | 2    |
| Maldive                          | Oceano Indiano     | 2w   | 2w   |
| Malaysia                         | Estremo Oriente    | 2w   | 2w   |
| Mali                             | Africa Occidentale | 2w   | 2w   |
| Malta                            | Europa meridionale | 2w   | 2w   |
| Marocco                          | Nord Africa        | 2    | 2    |
| Mauritania                       | Nord Africa        | 3    | 3    |
| Mauritius                        | Oceano Indiano     | 1    | 1    |
| Messico                          | America Centrale   | 2    | 2    |
| Micronesia                       | Oceania            | 2w   | 3    |
| Moldavia                         | Europa Orientale   | 2w   | 2    |
| Mongolia                         | Estremo Oriente    | 2    | 2    |
| Montenegro                       | Europa meridionale | 2    | 2    |
| Mozambico                        | Africa meridionale | 2w   | 2    |
| Namibia                          | Africa meridionale | 2    | 2    |
| Nepal                            | Estremo Oriente    | 2    | 2    |
| Nicaragua                        | America Centrale   | 2w   | 2    |
| Niger                            | Africa Occidentale | 2w   | 2w   |
| Nigeria                          | Africa Occidentale | 1    | 1    |
| Norvegia                         | Africa Occidentale | 1    | 1    |
| Nuova Zelanda                    | Oceania            | 1    | 1    |
| Oman                             | Medio Oriente      | 2    | 2    |
| Paesi Bassi                      | Europa Occidentale | 1    | 1    |
| Pakistan                         | Asia               | 2    | 2    |
| Palau                            | Oceano Pacifico    | 2    | 2    |
| Panama                           | America Centrale   | 2w   | 2w   |
| Papua Nuova Guinea               | Oceania            | 3    | 3    |
| Paraguay                         | Sudamerica         | 2    | 2    |
| Perù                             | Sudamerica         | 2    | 2    |
| Polonia                          | Europa Orientale   | 1    | 1    |
| Portogallo                       | Europa Occidentale | 2    | 1    |
| Qatar                            | Medio Oriente      | 2w   | 2w   |
| Regno Unito                      | Nord Europa        | 1    | 1    |
| Repubblica Ceca                  | Europa Centrale    | 1    | 2    |
| Repubblica Centrafricana         | Africa Centrale    | 2w   | 3    |
| Repubblica Democratica del Congo | Africa Centrale    | 3    | 3    |
| Repubblica Dominicana            | Caraibi            | 3    | 2w   |
| Romania                          | Europa Centrale    | 2    | 2    |
| Ruanda                           | Africa Orientale   | 2    | 2    |
| Russia                           | Eurasia            | 2w   | 2w   |
| Saint Vincent e Grenadine        | Caraibi            | 2w   | 2w   |
| Saint Lucia                      | Caraibi            | -    | 2    |
| Senegal                          | Africa Occidentale | 2w   | 2    |
| Serbia                           | Europa Centrale    | 2    | 2    |
| Seychelles                       | Oceano Indiano     | -    | 2    |
| Sierra Leone                     | Africa Occidentale | 2    | 2    |
| Singapore                        | Estremo Oriente    | 2w   | 2    |
| Siria                            | Medio Oriente      | 2w   | 2w   |
| Slovacchia                       | Europa Centrale    | 2    | 1    |
| Slovenia                         | Europa Centrale    | 1    | 1    |
| Spagna                           | Europa Occidentale | 1    | 1    |
| Sri Lanka                        | Estremo Oriente    | 2w   | 2    |
| Stati Uniti d'America            | Nord America       | 1    | 1    |
| Sudafrica                        | Africa meridionale | 2    | 2    |
| Sudan                            | Nord Africa        | 3    | 3    |
| Suriname                         | Sudamerica         | 2    | 2    |
| Svezia                           | Nord Europa        | 1    | 1    |
| Svizzera                         | Nord Europa        | 2    | 2    |
| Swaziland                        | Africa meridionale | 2w   | 2    |
| Tagikistan                       | Asia               | 2w   | 2    |
| Tanzania                         | Africa Orientale   | 2w   | 2w   |
| Thailandia                       | Estremo Oriente    | 2w   | 2w   |
| Timor Est                        | Estremo Oriente    | 2    | 2    |
| Togo                             | Africa Occidentale | 2    | 2    |
| Tonga                            | Oceano Pacifico    | -    | 2    |
| Trinidad e Tobago                | Caraibi            | 2w   | 2    |
| Tunisia                          | Nord Africa        | 2w   | 2w   |
| Turchia                          | Europa Orientale   | 2    | 2    |
| Turkmenistan                     | Asia Centrale      | 2w   | 3    |
| Ucraina                          | Europa Orientale   | 2    | 2    |
| Uganda                           | Africa Orientale   | 2    | 2    |
| Ungheria                         | Europa Centrale    | 2    | 2    |
| Uruguay                          | Sudamerica         | 2    | 2    |
| Uzbekistan                       | Asia               | 2w   | 2w   |
| Venezuela                        | Sudamerica         | 2w   | 3    |
| Vietnam                          | Estremo Oriente    | 2w   | 2w   |
| Yemen                            | Medio Oriente      | 2w   | 3    |
| Zambia                           | Africa meridionale | 2    | 2    |
| Zimbabwe                         | Africa meridionale | 2w   | 2w   |

### L'indice anti-tratta
Il 3P Anti-trafficking Policy Index misura l'efficacia delle politiche pubbliche nella lotta alla tratta di esseri umani basata sulla valutazione dei requisiti minimi prescritti delle Nazioni Unite. Il livello qualitativo è stimato tramite una scala ascendente di misura fino a cinque punti, dove “5” indica il valore migliore. Lo scopo è di valutare le politiche pubbliche in base a tre item: perseguire i trafficanti, proteggere le vittime e prevenire il crimine. Ogni item è aggregato all'indice complessivo tramite una sommatoria variabile da 3 a 15 con 15 valore migliore.
I risultati delle rilevazioni dell'indice mostrano che le politiche anti-tratta sono state migliorate nell'ultimo decennio; altri miglioramenti sono stati riscontrati nella prevenzione e nella persecuzione del crimine.
Nel 2009, ad esempio, sette paesi hanno dimostrato il punteggio più elevato (15 punti) in tutti gli item: Germania, Australia, Paesi Bassi, Italia, Belgio, Svezia e Stati Uniti d'America. Il gruppo successivo di paesi ha dimostrato un punteggio relativamente inferiore (14 punti): Francia, Norvegia, Corea del Sud, Croazia, Canada, Austria, Slovenia e Nigeria. La peggiore performance è stata rilevata dalla Corea del Nord (3 punti), seguita dalla Somalia.

## Organizzazioni internazionali contro la tratta di esseri umani

### Nazioni Unite
Nel 2000 le Nazioni Unite hanno promulgato la “Convenzione contro il crimine organizzato transnazionale” cd. “Convenzione di Palermo” distinta in due protocolli:
- Prevenzione, soppressione e persecuzione della tratta di esseri umani, specialmente donne e bambini;
- Traffico di migranti o favoreggiamento dell'immigrazione clandestina.

Tutti questi strumenti cercano di intervenire nell'attuale sistema internazionale di norme sulla tratta di esseri umani.
L'Ufficio per la prevenzione e la lotta al narco-traffico (UNODC) ha assistito molte organizzazioni non governative nella lotta contro la tratta di esseri umani. Il conflitto esploso nel 2006 in Libano, che ha visto coinvolti circa 300 000 lavoratori provenienti da Sri Lanka, Etiopia e Filippine vittime dei trafficanti, ha indotto l'UNODC ha promuovere una campagna informativa di concerto con la Caritas al fine di incrementare il livello di attenzione su tali problemi. In aggiunta, il rapporto finale permise di identificare 127 paesi di origine, 98 di transizione e 137 di destinazione utilizzati dai trafficanti. Anche nel 2007 l'UNODC ha promosso altre iniziative come il “Community Vigilance Project” sul confine tra India e Nepal e ha erogato una serie di risorse per le campagne in Bosnia, Erzegovina e Croazia. mettendo a disposizione canali mediatici per la loro massima pubblicizzazione possibile.
Il Progetto Globale delle Nazioni Unite per combattere la tratta di esseri umani (UNGIFT) è stato lanciato nel marzo 2007 di concerto con gli Emirati Arabi Uniti ed in cooperazione con l'Organizzazione internazionale del lavoro, l'Organizzazione Internazionale per le Migrazioni, l'Unicef, l'Alto Commissariato delle Nazioni Unite per i Diritti Umani e l'Organizzazione per la sicurezza e la cooperazione in Europa.
Nell'ambito del medesimo progetto, l'UNODC ha lanciato una sperimentazione per rilevare dati sulla risposta nazionale sulla tratta di esseri umani nel mondo, pubblicata postuma nel Rapporto globale sulla tratta di persone nel febbraio 2009. I risultati confermano le informazioni su 155 paesi circa il sistema legale, il diritto penale e l'assistenza alle vittime nonché la collaborazione con tutti gli interessati quali governi locali, imprese, università, società civile e mass media al fine di supporto reciproco, creare nuove partnership e sviluppare strumenti efficaci di lotta alla tratta.
Il progetto è basato su un principio molto semplice: la tratta di esseri umani è un crimine di una portata inimmaginabile e di un'atrocità che non può essere paragonata a niente al mondo; è un problema globale che richiede risposte globali, strategie pianificate al fine di disporre le dovute iniziative in tutto il mondo.
Aprire la strada a tale strategia implica che i fattori d'interesse devono coordinare le risorse ancora in corso, accrescere la conoscenza e la consapevolezza, provvedere assistenza tecnica, promuovere efficaci risposte giuridiche, costruire competenze istituzionali e non, accogliere collaborazioni per azioni concertate, e, soprattutto, assicurare che ciascuno si assuma le proprie responsabilità.
Al fine di incoraggiare e facilitare la cooperazione ed il coordinamento delle attività, l'UNGIFT spera di creare una sinergia tra le attività anti-tratta e quelle delle Nazioni Unite, organizzazioni internazionali e altri fattori d'interesse per sviluppare i più efficaci strumenti di intervento.
L'obiettivo è di stimolare le organizzazioni, sia governative che non, a sradicare la tratta magari riducendo allo stesso tempo la vulnerabilità delle vittime nonché la domanda di sfruttamento in tutte le sue forme, assicurando adeguata protezione e sostegno alle vittime e garantendo un giusto processo agli imputati con la certezza della pena, nel rispetto dei diritti umani di ciascuno.
Il centralino nazionale per la lotta alla tratta di esseri umani offre un servizio di aiuto immediato 24 ore su 24 sulla base del “Progetto Polaris”, un'organizzazione non governativa che lavora nel medesimo ambito. Il data base aggiornato fornisce statistiche sui casi, anche sospetti, negli Stati Uniti.

### In Europa

#### Consiglio d'Europa
Il Consiglio d'Europa, riunito in assise a Varsavia il 16 maggio 2005, ha promulgato la Convenzione contro la Tratta degli esseri umani firmata da circa 43 paesi, che istituisce una Commissione di esperti (GRETA) con il compito di monitorare ed implementare i punti centrali della Convenzione.
Analogamente è stato fatto con i diritti dei minori a Lanzarote il 25 ottobre 2007. In aggiunta, la Corte Europea per i diritti umani di Strasburgo ha emesso diverse sentenze in merito: Siliadin v. Francia, del 26 luglio 2005, e Rantsev v. Cipro e Russia, del 7 gennaio 2010. È stata istituita la Giornata europea contro la tratta di esseri umani il 18 ottobre.

#### Organizzazione per la sicurezza e la cooperazione in Europa
Nel 2003 l'OSCE ha stabilito un meccanismo anti-tratta finalizzato ad incrementare l'attenzione dell'opinione pubblica sul problema con la partecipazione politica dei paesi membri e coordinata dal Office of the Special Representative for Combating the Traffic of Human Beings presieduto da Eva Biaudet membro del Parlamento e Ministro dell'integrazione socio-sanitaria in Finlandia.
Le attività dell'Ufficio spaziano dalla formazione alle forze dell'ordine per identificare la tratta e per promuovere politiche finalizzate a prevenire la criminalità. Inoltre, sono prese in considerazione le richieste dei governi locali in tema di assistenza legale, amministrativa e politica.

### Altre organizzazioni
L'attività tesa a combattere la tratta varia da governo a governo. Alcuni hanno introdotto una legislazione specifica finalizzata a rendere la tratta illegale. I governi inoltre hanno sviluppato appositi sistemi di cooperazione internazionale anche di concerto con le organizzazioni non governative. Molti paesi hanno avuto a che fare con problemi di identificazione e protezione delle vittime, politiche che potenzialmente vittimizzavano le persone, insufficiente prevenzione alle persone più vulnerabili. Particolari problemi sono stati riscontrati in quei paesi nel tentare di rilevare ulteriori scopi diversi dalla tratta.
Oltre a tali iniziative, i governi possono attivarsi in tre maniere:
1. incrementare l'attenzione dell'opinione pubblica, particolarmente in quei paesi dove i trafficanti sono più attivi.
2. implementare la formazione delle forze di polizia, di assistenti sociali e impiegati della pubblica amministrazione in modo da prepararli ad affrontare meglio i singoli casi
3. trasmettere campagne informative, laddove la prostituzione è legale, nei pressi dei bordelli in modo da avvisare preventivamente gli eventuali clienti sui pericoli della tratta.[48] or through posters.[49]

## Prospettive sulla lotta alla tratta di esseri umani
(Risoluzione dell'Assemblea parlamentare dell'OSCE adottata a Parigi il 10 luglio 2001)
Sia il dibattito sulla tratta che sui trafficanti hanno subito diverse critiche dagli accademici e dai giornalisti su almeno tre temi: metodologia, terminologia e politiche da adottare.